# أحمد الخطيب (الأردن)
أحمد الخطيب شخصية شركسية أردنية من وجهاء وأعيان الشراكسة الذين هاجروا إلى الأردن وأسسوا مدينة عمان الحديثة منذ وصولهم إليها عام 1878م، مهاجرين بدينهم من بطش الاحتلال الروسي لبلادهم في شمال القفقاس والذي اكتمل في عام 1864م بعد حروب دفاعية طويلة استغرقت مايزيد عن 150 عاما وكلّفتهم الملايين من الأرواح.
تولى منصب رئيس بلدية عمان في في عام 1911م وحتى عام 1915م، ويعتبر بهذا ثاني رئيس لبلدية عمان بعد رئيسها الأول إسماعيل بابوق الذي كان أول رئيس لها في عام 1909م في عهد الدولة العثمانية.